# Les Chroniques du Griffon noir
Les Chroniques du Griffon noir sont une série de bande dessinée créée par Henri Desclez pour le Journal de Tintin où elle paraît de 1975 à 1978.

## Historique de la série
Quand Henri Desclez rejoint en 1975 le Journal de Tintin, il amène avec lui l'équipe qu'il avait constituée autour de lui pour Samedi-Jeunesse et pour Le Soir. Pour Tintin, il crée à son arrivée Les Chroniques du Griffon noir. Un des principaux scénaristes de son équipe est Daniel Janssens. Les Chroniques du Griffon noir sont parmi les derniers récits de Janssens.
Les Chroniques du Griffon noir, commencées en 1975, sont selon Alain Leman des « histoires maléfiques à l'odeur de soufre ».

## Parution dansTintin
Les Chroniques du Griffon noir, dessinées par Henri Desclez, paraissent dans Tintin de 1975 à 1978. Les scénarios sont alternativement signés de Daniël et de Daniel Janssens. Le premier récit qui y est publié est Wulok le diable d’eau, un récit complet de sept pages publié seulement dans l'édition belge, numéro 26 de 1975. Le deuxième récit, Les larmes du squonk, paraît 15 jours après dans le Tintin belge numéro 28, et dans le numéro 131 de Tintin édition française. La série se poursuit par récits complets de 6 à 8 planches, le plus souvent sept planches. Un récit de 20 pages est publié dans le Tintin Sélection numéro 31. La série se poursuit jusqu'en 1978,.